# Todor Nedelev
Todor Ljubčev Nedelev (in bulgaro Тодор Любчев Неделев?; Plovdiv, 7 febbraio 1993) è un calciatore bulgaro, centrocampista del Ludogorec.

## Caratteristiche tecniche
Normotipo dotato di una buona struttura fisica e muscolare, dal punto di vista atletico mostra una forza notevole che si traduce in reattività e rapidità di assoluto livello. Giocatore dalla classe innata, dotato di una tecnica sopraffina, è un trequartista che ama partire da destra in un tridente, per potersi accentrare portando palla col suo piede migliore, il sinistro. Capace di saltare l'uomo con estrema facilità e bravissimo nell'ultima giocata, è dotato di un tiro forte ma anche molto preciso. Cattivo al punto giusto dal punto di vista agonistico, è visto in patria come l'erede naturale di Stoichkov.

## Statistiche

### Cronologia presenze e reti in nazionale
| Cronologia completa delle presenze e delle reti in nazionale ― Bulgaria | Cronologia completa delle presenze e delle reti in nazionale ― Bulgaria | Cronologia completa delle presenze e delle reti in nazionale ― Bulgaria | Cronologia completa delle presenze e delle reti in nazionale ― Bulgaria | Cronologia completa delle presenze e delle reti in nazionale ― Bulgaria | Cronologia completa delle presenze e delle reti in nazionale ― Bulgaria | Cronologia completa delle presenze e delle reti in nazionale ― Bulgaria | Cronologia completa delle presenze e delle reti in nazionale ― Bulgaria |
| Data                                                                    | Città                                                                   | In casa                                                                 | Risultato                                                               | Ospiti                                                                  | Competizione                                                            | Reti                                                                    | Note                                                                    |
| ----------------------------------------------------------------------- | ----------------------------------------------------------------------- | ----------------------------------------------------------------------- | ----------------------------------------------------------------------- | ----------------------------------------------------------------------- | ----------------------------------------------------------------------- | ----------------------------------------------------------------------- | ----------------------------------------------------------------------- |
| 14-8-2013                                                               | Skopje                                                                  | Macedonia del Nord                                                      | 2 – 0                                                                   | Bulgaria                                                                | Amichevole                                                              | -                                                                       | 78’                                                                     |
| 6-9-2013                                                                | Palermo                                                                 | Italia                                                                  | 1 – 0                                                                   | Bulgaria                                                                | Qual. Mondiali 2014                                                     | -                                                                       |                                                                         |
| 10-19-2013                                                              | Ta' Qali                                                                | Malta                                                                   | 1 – 2                                                                   | Bulgaria                                                                | Qual. Mondiali 2014                                                     | -                                                                       | 66’                                                                     |
| 5-3-2014                                                                | Sofia                                                                   | Bulgaria                                                                | 2 – 1                                                                   | Bielorussia                                                             | Amichevole                                                              | -                                                                       | 55’                                                                     |
| 23-5-2014                                                               | Ritzing                                                                 | Bulgaria                                                                | 1 – 1                                                                   | Canada                                                                  | Amichevole                                                              | -                                                                       | 60’                                                                     |
| 9-9-2014                                                                | Sofia                                                                   | Bulgaria                                                                | 1 – 2                                                                   | Azerbaigian                                                             | Qual. Euro 2016                                                         | -                                                                       | 74’                                                                     |
| 3-9-2015                                                                | Sofia                                                                   | Bulgaria                                                                | 0 – 1                                                                   | Norvegia                                                                | Qual. Euro 2016                                                         | -                                                                       | 78’                                                                     |
| 6-9-2015                                                                | Palermo                                                                 | Italia                                                                  | 1 – 0                                                                   | Bulgaria                                                                | Qual. Euro 2016                                                         | -                                                                       | 68’                                                                     |
| 10-10-2015                                                              | Zagabria                                                                | Croazia                                                                 | 3 – 0                                                                   | Bulgaria                                                                | Qual. Euro 2016                                                         | -                                                                       | 46’                                                                     |
| 13-10-2015                                                              | Sofia                                                                   | Bulgaria                                                                | 2 – 0                                                                   | Azerbaigian                                                             | Qual. Euro 2016                                                         | -                                                                       | 88’                                                                     |
| 7-10-2016                                                               | Saint-Denis                                                             | Francia                                                                 | 4 – 1                                                                   | Bulgaria                                                                | Qual. Mondiali 2018                                                     | -                                                                       | 88’                                                                     |
| 31-8-2017                                                               | Sofia                                                                   | Bulgaria                                                                | 3 – 2                                                                   | Svezia                                                                  | Qual. Mondiali 2018                                                     | -                                                                       | 61’                                                                     |
| 7-10-2017                                                               | Sofia                                                                   | Bulgaria                                                                | 0 – 1                                                                   | Francia                                                                 | Qual. Mondiali 2018                                                     | -                                                                       |                                                                         |
| 10-10-2017                                                              | Lussemburgo                                                             | Lussemburgo                                                             | 1 – 1                                                                   | Bulgaria                                                                | Qual. Mondiali 2018                                                     | -                                                                       |                                                                         |
| 13-11-2017                                                              | Lisbona                                                                 | Bulgaria                                                                | 1 – 0                                                                   | Arabia Saudita                                                          | Amichevole                                                              | -                                                                       | 66’                                                                     |
| 23-3-2018                                                               | Sofia                                                                   | Bulgaria                                                                | 0 – 1                                                                   | Bosnia ed Erzegovina                                                    | Amichevole                                                              | -                                                                       | 87’                                                                     |
| 26-3-2018                                                               | Felcsút                                                                 | Bulgaria                                                                | 2 – 1                                                                   | Kazakistan                                                              | Amichevole                                                              | -                                                                       | 57’                                                                     |
| 6-9-2018                                                                | Lubiana                                                                 | Slovenia                                                                | 1 – 2                                                                   | Bulgaria                                                                | UEFA Nations League 2018-2019 - 1º turno                                | -                                                                       | 82’                                                                     |
| 13-10-2018                                                              | Sofia                                                                   | Bulgaria                                                                | 2 – 0                                                                   | Cipro                                                                   | UEFA Nations League 2018-2019 - 1º turno                                | 1                                                                       |                                                                         |
| 16-10-2018                                                              | Oslo                                                                    | Norvegia                                                                | 1 – 0                                                                   | Bulgaria                                                                | UEFA Nations League 2018-2019 - 1º turno                                | -                                                                       | 82’                                                                     |
| 16-11-2018                                                              | Nicosia                                                                 | Cipro                                                                   | 1 – 1                                                                   | Bulgaria                                                                | UEFA Nations League 2018-2019 - 1º turno                                | -                                                                       | 73’                                                                     |
| 22-3-2019                                                               | Sofia                                                                   | Bulgaria                                                                | 1 – 1                                                                   | Montenegro                                                              | Qual. Euro 2020                                                         | 1                                                                       |                                                                         |
| 25-3-2019                                                               | Pristina                                                                | Kosovo                                                                  | 1 – 1                                                                   | Bulgaria                                                                | Qual. Euro 2020                                                         | -                                                                       |                                                                         |
| 7-6-2019                                                                | Praga                                                                   | Rep. Ceca                                                               | 2 – 1                                                                   | Bulgaria                                                                | Qual. Euro 2020                                                         | -                                                                       | 82’                                                                     |
| 10-6-2019                                                               | Sofia                                                                   | Bulgaria                                                                | 2 – 3                                                                   | Kosovo                                                                  | Qual. Euro 2020                                                         | -                                                                       | 70’                                                                     |
| 14-11-2019                                                              | Sofia                                                                   | Bulgaria                                                                | 0 – 1                                                                   | Paraguay                                                                | Amichevole                                                              | -                                                                       | 46’                                                                     |
| 17-11-2019                                                              | Sofia                                                                   | Bulgaria                                                                | 1 – 0                                                                   | Rep. Ceca                                                               | Qual. Euro 2020                                                         | -                                                                       | 72’                                                                     |
| 26-2-2020                                                               | Sofia                                                                   | Bulgaria                                                                | 0 – 1                                                                   | Bielorussia                                                             | Amichevole                                                              | -                                                                       | 46’                                                                     |
| 3-9-2020                                                                | Sofia                                                                   | Bulgaria                                                                | 1 – 1                                                                   | Irlanda                                                                 | UEFA Nations League 2020-2021 - 1º turno                                | -                                                                       | 83’                                                                     |
| 6-9-2020                                                                | Cardiff                                                                 | Galles                                                                  | 1 – 0                                                                   | Bulgaria                                                                | UEFA Nations League 2020-2021 - 1º turno                                | -                                                                       | 82’                                                                     |
| 8-10-2020                                                               | Sofia                                                                   | Bulgaria                                                                | 1 – 3                                                                   | Ungheria                                                                | Qual. Euro 2020                                                         | -                                                                       | 79’                                                                     |
| 11-10-2020                                                              | Helsinki                                                                | Finlandia                                                               | 2 – 0                                                                   | Bulgaria                                                                | UEFA Nations League 2020-2021 - 1º turno                                | -                                                                       | 75’                                                                     |
| 14-10-2020                                                              | Sofia                                                                   | Bulgaria                                                                | 0 – 1                                                                   | Galles                                                                  | UEFA Nations League 2020-2021 - 1º turno                                | -                                                                       |                                                                         |
| 5-9-2021                                                                | Sofia                                                                   | Bulgaria                                                                | 1 – 0                                                                   | Lituania                                                                | Qual. Mondiali 2022                                                     | -                                                                       | 57’                                                                     |
| 8-9-2021                                                                | Sofia                                                                   | Bulgaria                                                                | 4 – 1                                                                   | Georgia                                                                 | Amichevole                                                              | 1                                                                       | 60’                                                                     |
| 9-10-2021                                                               | Vilnius                                                                 | Lituania                                                                | 3 – 1                                                                   | Bulgaria                                                                | Qual. Mondiali 2022                                                     | -                                                                       | 87’                                                                     |
| 12-10-2021                                                              | Sofia                                                                   | Bulgaria                                                                | 2 – 1                                                                   | Irlanda del Nord                                                        | Qual. Mondiali 2022                                                     | 2                                                                       | 73’                                                                     |
| 11-11-2021                                                              | Odessa                                                                  | Ucraina                                                                 | 1 – 1                                                                   | Bulgaria                                                                | Amichevole                                                              | -                                                                       | 69’                                                                     |
| 15-11-2021                                                              | Lucerna                                                                 | Svizzera                                                                | 4 – 0                                                                   | Bulgaria                                                                | Qual. Mondiali 2022                                                     | -                                                                       |                                                                         |
| 26-3-2022                                                               | Al Rayyan                                                               | Qatar                                                                   | 2 – 1                                                                   | Bulgaria                                                                | Amichevole                                                              | -                                                                       |                                                                         |
| 29-3-2022                                                               | Al Rayyan                                                               | Croazia                                                                 | 2 – 1                                                                   | Bulgaria                                                                | Amichevole                                                              | -                                                                       | 84’                                                                     |
| 2-6-2022                                                                | Sofia                                                                   | Bulgaria                                                                | 1 – 1                                                                   | Macedonia del Nord                                                      | UEFA Nations League 2022-2023 - 1º turno                                | -                                                                       | 71’                                                                     |
| 5-6-2022                                                                | Razgrad                                                                 | Bulgaria                                                                | 2 – 5                                                                   | Georgia                                                                 | UEFA Nations League 2022-2023 - 1º turno                                | -                                                                       | 64’                                                                     |
| 9-6-2022                                                                | Gibilterra                                                              | Gibilterra                                                              | 1 – 1                                                                   | Bulgaria                                                                | UEFA Nations League 2022-2023 - 1º turno                                | -                                                                       | 71’                                                                     |
| Totale                                                                  |                                                                         | Presenze                                                                | 44                                                                      |                                                                         | Reti                                                                    | 5                                                                       |                                                                         |

## Palmarès

### Club

#### Competizioni nazionali
- Campionato bulgaro: 2

Ludogorec: 2023-2024, 2024-2025
- Supercoppa di Bulgaria: 2

Ludogorec: 2023, 2024
- Coppa di Bulgaria: 1

Ludogorec: 2024-2025